# マスカレード (スウェーデンのバンド)
マスカレード（Masquerade）は、スウェーデン出身のハードロック・バンドである。

## 略歴
1988年にスウェーデン南部の街、シェブデで、ボーカルのトニー・ヨハンソンとギターのトーマス・G:ソン、ベースのヘンリク・ルンドベリ、ドラムのマルコ・タパニの4人で結成される。最初の2年間は、ライブのリハーサルを行ったり、デモテープを制作してはイギリスのヘヴィメタル専門誌『メタル・ハマー』へ投稿するなどして、時間を費やす。その後、1991年にスウェーデンのエンパイア・レコードと契約を交わし、1992年にデビュー作『マスカレード』を発表。このアルバムは、日本でもゼロ・コーポレーションよりリリースされた。
1994年には、2作目となる『サーフェス・オブ・ペイン』を発表。このアルバムは、ラウドロックのサウンドが世界的流行になっていたこともあり、バンドもそのテイストに乗った形で制作されたものだったが、デビュー作から作風がガラリと変わったこともあり、日本での評価は今ひとつに終わった。なおこのアルバムは、アメリカのヘヴィメタル専門レーベルであるメタル・ブレイドからも発売されている。
2001年には、7年ぶりとなるアルバム『Flux』を発表。フレドリック・ノルドストロームがミックスを担当したこのアルバムは、法的問題を抱えていた関係で日本では発売されなかった。4年後の2005年には、4作目となるアルバム『イン・ディスガイズ』を発表。このアルバムは日本でもスピリチュアル・ビーストから発売されている。
バンドは一度のメンバーチェンジもなく、現在もこのラインナップで活動中。またギターのトーマス・G:ソンは、ハードロックのみならず、ダンス・ポップなどの分野でもソングライターとして活躍している。

## メンバー
- トニー・ヨハンソン (Tony Johansson) - ボーカル
- トーマス・G:ソン (Thomas G:son) - ギター
- ヘンリク・ルンドベリ (Henrik Lundberg) - ベース
- マルコ・タパニ (Marco Tapani) - ドラム

## ディスコグラフィ

### スタジオ・アルバム
- 『マスカレード』 - Masquerade (1992年)
- 『サーフェス・オブ・ペイン』 - Surface of Pain (1994年、Metal Blade)[1]
- Flux (2001年、Metal Blade)
- 『イン・ディスガイズ』 - In Disguise (2005年、Vivid Sound)